# Gameboys: The Movie
Gameboys: The Movie es una película filipina de 2021 de género Yaoi dirigida por Ivan Andrew Payawal. Secuela, en formato de película, de la serie web Gameboys (2020) el guion es de Ash M. Malanum y al igual que la serie está interpretada por Kokoy de Santos y Elijah Canlas en sus papeles principales. Producida por The Idea First Company se estrenó en las plataformas en Internet KTX y Ticket2Me el 30 de julio de 2021.

## Sinopsis
Tras los acontecimientos mostrados en Gameboys la trama prosigue con Cairo y Gavreel, los jugadores convertidos en amantes, mientras pasan tiempo juntos en la casa de Gavreel, unas semanas antes de que Cairo regrese a su provincia. Lo que comienza como unas vacaciones románticas para la joven pareja se convierte en una prueba de relación que deben superar. Cairo se enfrenta a la realidad de su próxima partida. Mientras que Gavreel se ve obligado a tomar una decisión que cambiará su vida. Después de desafiar la distancia e incluso la pandemia ¿podrán Cairo y Gavreel demostrar una vez más que su amor mutuo es lo suficientemente fuerte como para resistir el destino y las circunstancias?.

## Reparto
- Kokoy de Santos - Gavreel
- Elijah Canlas - Cairo
- Adrianna So - Pearl
- Kyle Velino - Terrence
- Miggy Jimenez - Wesley
- Kych Minemoto - Achilles
- Susan Africa - Tita Myra
- Angie Castrence - Tita Susan

## Recepción
La película obtiene en líneas generales críticas positivas en los portales de información cinematográfica y entre la crítica profesional. En IMDb computando 320 votos, obtiene una puntuación media de 7,8 sobre 10. En el agregador de críticas Rotten Tomatoes no alcanza el quorum necesario pero tiene la consideración de "fresco" para 1 de las 2 críticas profesionales referenciadas.
K-CI Williams escribió en Teen Vogue "si bien la serie presentó un formato del uso en las redes sociales, que definió la narración de la era de la pandemia, su continuación Gameboys: The Movie irrumpe en la "vida real", donde los personajes conviven juntos en persona. Con todos sus matices, romance y desorden, Gameboys está allanando un nuevo camino hacia el futuro de la narración queer". Leo Balante en Rank Magazine indicó "teniendo en cuenta todo ¿Gameboys: The Movie es perfecta?. Está lejos de ahí. Pero no hay duda de que la adaptación cinematográfica es todo lo que un fanático esperaría, no solo en cómo va más allá de la historia de amor al tejer de manera experta una narración intrincada sobre el valor de la amistad, el amor propio y el empoderamiento. En la forma en cómo lleva la narrativa a mayor altura allana el camino para una próxima temporada aún más emocionante". Emerson Enriquez reseñó en Preview PH "Si Gameboys: The Movie logró algo es que se mantuvo fiel a la esencia de su serie de origen: un amor que persiste, pase lo que pase". Christian Jay B. Quilo destacó en SunStar "finalmente libres de las ataduras de las pantallas de ordenador Gameboys: The Movie permite a sus actores principales hacer volar y desarrollar las emociones e interacciones de sus personajes sin limitaciones".
Entre las reseñas menos favorables se incluye la de Reuben Pio Martinez en Yahoo! Philippines que indicó "como uno puede esperar Gameboys: The Movie tiene el sello distintivo de una experiencia cinematográfica simple y breve pero dulce y satisfactoria. Esta incluyen una historia de amor unida por dos grandes actuaciones principales e incluso algunas ideas interesantes sobre el romance. Sin embargo, siendo esta la continuación de una historia ya establecida, Gameboys: The Movie se ve frenada por un defecto evidente: la falta de contexto." Kyle Turner para The New York Times destacó que "comienza con un tono de telenovela adolescente y, a pesar de que se anuncia a sí misma como una película, se siente estructuralmente más como una serie de episodios juntos".